# Embolyntha brasiliensis
Embolyntha brasiliensis is een insectensoort uit de familie Archembiidae, die tot de orde webspinners (Embioptera) behoort. De soort komt voor in Brazilië.
Embolyntha brasiliensis is voor het eerst wetenschappelijk beschreven door Gray in 1832.